# La Beguda (Montcada i Reixac)
La Beguda és una casa de Montcada i Reixac (Vallès Occidental) inclosa a l'Inventari del Patrimoni Arquitectònic de Catalunya.

## Descripció
Edifici de planta rectangular per la prolongació del lateral dret a nivell de la planta baixa que origina una porxada a l'est que fa també de terrassa tot al llarg de la façana est i d'un tros de la sud.
A inicis del segle xv era un hostal però la seva reforma amb una nova concepció arquitectònica moderna és força evident, amb façanes llises i solament amb motllurats a la part superior. Es troba dividida en planta baixa i pis.
A la planta baixa hi ha una porta rectangular d'arc escarser i finestres rectangulars. Al lateral dret i tot al llarg de la façana est hi ha una porxada d'amples arcades d'arcs rebaixats entre pilars.
En el pis, i a la façana principal, hi ha presència de tres balcons amb obertures rectangulars i protecció de baranes de ferro, verticals i treballades a la part inferior. També hi ha una gran terrassa de sortida a la façana est amb obertures rectangulars i arcs rebaixats. Protecció de balustrada pètria de balustres de perfil arrodonit. A cadascun dels extrems cantoners hi ha gerros decoratius. Cornisa de coronament recte i seguit, solament amb motllures decoratives.
Totes les parets són arrebossades i pintades de blanc.

## Història
El 27 de març del 1492 es va fer l'establiment de l'hostal junt al riu Mayore (Riera de Sant Cugat). També surt documentada el 27 d'octubre de 1578 quan els Consellers Senyors de Montcada i el Senyor de Sant Marçal "es comunicaren territori a cert temps, en la Beguda d'en Tiana, perquè part de la casa es d'un senyor, i l'altra part de l'altre".